# Asa Vita no Ifampitsarana
Pour les articles homonymes, voir AVI.
Asa Vita no Ifampitsarana (AVI) aussi Akaiky ny Vahoaka Indrindra, est un parti politique de Madagascar.
AVI a soutenu Marc Ravalomanana, le candidat de l'opposition, lors de l'élection présidentielle de 2001 (en). Après l'élection de Marc Ravalomanana, AVI a participé au gouvernement. Julien Reboza est devenu ministre de l'aménagement du territoire dans le premier gouvernement nommé par Marc Ravalomanana le 1er mars 2002,. Le 16 janvier 2003, Reboza est remplacé en tant que représentant de AVI au gouvernement par Roger Mahazoasy (ministre du tourisme) et Jean-Jacques Rabenirina (ministre du travail et des lois sociales), et dans le gouvernement nommé le 5 janvier 2004, Rabenirina demeure le seul ministre AVI (ministre de la culture et du tourisme),.
En 2006, Norbert Ratsirahonana, le président fondateur de AVI, décide de se présenter à l'élection présidentielle, qui vit la fin de l'alliance de son parti avec Marc Ravalomanana. Rabenirina est écarté du gouvernement le 4 octobre 2006. Ratsirahonana obtient 4.22 % des votes à cette élection. AVI choisit de boycotter le référedum constitutionnel d'avril 2007 (en).
Le 26 octobre 2007, il annonce qu'il boycotte les élections législatives planifiées fin 2007. Depuis les élections du 23 septembre 2007, il n'est plus représenté au  parlement.
Depuis 2013, AVI fait partie, avec une trentaine d'autres partis, de la coalition soutenant Andry Rajoelina, Nous tous, ensemble avec Andry Rajoelina.